# Софапака (футбольний клуб)
Футбольний клуб «Куафіка Азіму» або просто «Софапака» (англ. Sofapaka Football Club / суах. Sote kama Familia kwa Pamoja Kuafikia A) — професіональний кенійський футбольний клуб з міста Найробі. Домашні матчі проводить на стадіоні «Кеньятта» в Мачакосі.

## Історія
Клуб створено 2002 року на базі чоловічого товариства MAOS Ministries, яка до цього виступала в міжцерковних футбольних змаганнях. У 2004 році конголезький бізнесмен Еллі Калеква став президентом команди та й витартив 10 мільйонів кенійських шилінгів на створення «Софапаки». Основними принципами побудови команду було визнано віру в Бога, новаторство та дисципліна. Згодом команда приєдналася до Кенійської Нейшнвайд ліги (попередниця Національної суперліги Кенії). У 2007 році, виступаючи в другому дивізіоні кенійського чемпіонату, «Софапака» виграла Кубок президента Кенії (перемігши у фіналі «Бандарі»). У 2008 році клуб вийшов до Прем'єр-ліги. У цьому сезоні також вперше повинен був зіграти у Кубку конфедерації КАФ, проте клуби з Центральноафриканської республіки, Чаду, Кенії, Руанди та Сьєрра-Леоне були виключені з змагань через фінансові негаразди. А в 2009 році команда виграє вищий дивізіон кенійського футболу. Завдяки чемпіонству наступного року кенійський клуб дебютував у Лізі чемпіонів КАФ, де псотупився в першому турі представнику Єгипту «Ісмайлі». «Софапака» також виграв Суперкубок Кенії, обігравши у вирішальному матчі «АФК Леопардс» (1:0). У 2010 році команда вдруге тріумфувала в національному кубку, обігравши у фіналі представника другого дивізіону чемпіонату Кенії «Вест Кенія Шугер».
Головний спонсор команди Betika, букмейкерська контора Кенії.

## Досягнення
- Прем'єр-ліга Кенії
  -  Чемпіон (1): 2009
  -  Срібний призер (2): 2014, 2017
  -  Бронзовий призер (3): 2011, 2013, 2015

- Кубок президента Кенії
  -  Володар (2): 2007, 2010
  -  Фіналіст (1): 2018

- Суперкубок Кенії
  -  Володар (2): 2010, 2011
  -  Фіналіст (1): 2015

- Кубок переможців Джамгугі
  -  Володар (1): 2018

- Кубок переможців Джамгугі
  -  Володар (1): 2017

## Статистика виступів на континентальних турнірах
| Сезон | Турнір                 | Раунд      | Клуб              | Вдома | На виїзді | Загалом       |
| ----- | ---------------------- | ---------- | ----------------- | ----- | --------- | ------------- |
| 2010  | Ліга чемпіонів КАФ     | Попередній | Ісмайлі           | 0-0   | 0-2       | 0-2           |
| 2011  | Кубок конфедерації КАФ | Попередній | Атлетіку Авіасан  | 0-0   | 0-0       | 0-0 (5-4 пен) |
| 2011  | Кубок конфедерації КАФ | 1          | Ісмайлі           | 4-0   | 0-2       | 4-2           |
| 2011  | Кубок конфедерації КАФ | 2          | «Сен-Елуа Лупопо» | 1-0   | 1-2       | 2-2 (в. г.)   |
| 2011  | Кубок конфедерації КАФ | 3          | Клуб Африкен      | 3-1   | 0-3       | 3-4           |
| 2015  | Кубок конфедерації КАФ | Попередній | «Плетінум»        | 1-2   | 1-2       | 2-4           |

## Відомі гравці
- Денніс Одіамбо
- Джон Авіре
- Джеймс Сітума